# Blu (Unternehmen)
Blu S.p.A. war ein italienisches Telekommunikationsunternehmen, das im Bereich Festnetz, Mobilfunk sowie Internet tätig war. Das Unternehmen wurde im Jahr 1999 gegründet und besaß sein eigenes Mobilfunknetz, bevor es 2002 seine Geschäftstätigkeit einstellte.

## Geschichte

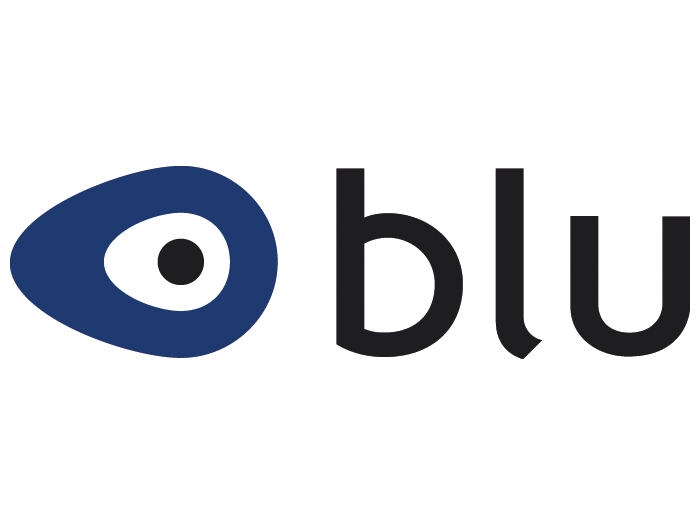
Logo des Unternehmens

Im Sommer 1998 begann ein Konsortium aus Autostrade, British telecom, Distacom, Edizioni Holding, Mediaset, Bnl, Italgas und die Gruppe Caltagirone, den Aufbau eines neuen Mobilfunknetzes zu planen. Am 19. April 1999 gründete das Konsortium das Unternehmen unter dem Namen Spa und erhielt am 4. August eine Lizenz für einen GSM-Mobilfunkdienst in Italien, weitere Partnerunternehmen wurden Nokia und Nortel. Ein Roamingankommen stellte sicher, dass der neue Anbieter von Beginn an seine Dienste landesweit anbieten konnte. Bis zur Markteinführung am 15. Mai 2000 wurden 650 Mitarbeiter eingestellt und ein Netz von 600 Filialen aufgebaut.
Das Unternehmen nutzte Frequenzen im 1800-MHz-Band. Ende September 2000 konnten 430.000 Kunden gewonnen werden. Durch Differenzen zwischen British Telecom und anderen Aktionären um die Zuteilung von Aktien verlor das Unternehmen, das sein ursprüngliches Ziel von 350.000 Kunden weit übertroffen hatte und wirtschaftlich gesund war, den ursprünglich zugesagten Zuschlag im Bieterverfahren um UMTS-Lizenzen. Trotz der Einführung von GPRS und Festnetztelefonie im Dezember 2000, was dem Unternehmen bis 31. August 2001 die Rekapitalisierung des Unternehmens für 700 Milliarden Lire bei rund 1.600.000 Kunden ermöglichte (das waren 13 Prozent der Neuaktivierungen), konnte der Niedergang des Unternehmens nicht verhindert werden. Am 8. Oktober 2002 stellte das Unternehmen den Netzbetrieb ein, die Kunden wurden durch Verkäufe auf andere Anbieter aufgeteilt. Ein Teil der Bestandskunden verblieb über National Roaming im Netz von Telecom Italia Mobile, das operative Geschäft und die Migration dieser Kunden in das eigene Netz übernahm in der Folge Wind Telecomunicazioni. Die Sendeanlagen wurden unter den weiteren Marktteilnehmern Tre Wind und Vodafone aufgeteilt oder abgebaut, die Freigewordenen Frequenzen wurden erst 2011 im Zuge der LTE Versteigerung wieder teilweise von Tre ersteigert.